# 歐文蜥科
歐文蜥科（學名：Owenettidae）是群已滅絕副爬行動物，是前稜蜥形目的一科，化石主要發現於非洲與馬達加斯加，少數發現於南美洲。歐文蜥科是前稜蜥科的姊妹分類單元。
在1939年，羅伯特·布魯姆（Robert Broom）命名歐文蜥時，同時建立了歐文蜥科。目前有Barasaurus、Candelaria、Saurodektes被歸類於歐文蜥科。已知生存年代最古老的是歐文蜥，生存於二疊紀晚期的吳家坪階。歐文蜥（O. rubidgei）、Barasaurus、Saurodektes的化石都發現於南非卡魯盆地的波弗特群（Beaufort Group）地層。波佛特群的形成年代，橫跨二疊紀與三疊紀交界，使科學家可以研究二疊紀-三疊紀滅絕事件所造成的生態影響。大部分歐文蜥科生存於二疊紀晚期，而歐文蜥的一種（O. kitchingorum）仍生存於三疊紀（該種未來可能會獨立成新屬）。Candelaria是生存年代最晚的歐文蜥科，生存於三疊紀中期的拉丁尼階，化石發現於巴西的聖瑪利亞組（Santa Maria Formation）。

## 體徵
歐文蜥科是群小型副爬行動物，具有寬廣的頭部、粗壯的身體。歐文蜥科有數項共有衍徵，可將牠們與其他前稜蜥形類分辨開來。歐文蜥科的肱骨沒有內上髁孔（Entepicondylar foramen）。後額骨大，使眶後骨與頂骨沒有互相接觸。頂骨兩側的上顳骨大，使歐文蜥科的頭部形狀寬廣。

## 外部連結
- 歐文蜥科 （页面存档备份，存于） Paleobiology Database